# Освенцимський повіт
Освенцімський повіт (пол. powiat oświęcimski) — один з 19 земських повітів Малопольського воєводства Польщі.
Утворений 1 січня 1999 року в результаті адміністративної реформи.

## Загальні дані
Повіт знаходиться у західній частині воєводства.
Адміністративний центр — місто Освенцим.
Станом на 1.01.2008 населення становить 153 238 осіб, площа 405,58 км².

## Демографія
Демографічні дані повіту станом на 30.06.2005:
|       | Всього  | Всього | Жінки  | Жінки | Чоловіки | Чоловіки |
| ----- | ------- | ------ | ------ | ----- | -------- | -------- |
|       | осіб    | %      | осіб   | %     | осіб     | %        |
| Повіт | 153 352 | 100    | 78 584 | 51,2  | 74 768   | 48,8     |
| Міста | 85 134  | 100    | 44 350 | 52,1  | 40 784   | 47,9     |
| Села  | 68 218  | 100    | 34 234 | 50,2  | 33 984   | 49,8     |